# Josep Batlle i Mateu
Josep Batlle i Mateu fou un destacat botànic català del segle xix que va néixer i viure a la vila de La Selva del Camp (Baix Camp, Tarragona).